# チョコボのふしぎものがたり
『チョコボのふしぎものがたり』はかとうひろしによる日本の漫画作品。『月刊コロコロコミック』（小学館）にて1998年8月号より2001年1月号まで連載されていた。単行本はてんとう虫コミックスから全6巻。
連載が終了してから21年たち、チョコボGPが発売され本作のキャラクターの一部が登場した

## 概要
スクウェアより発売された、ファイナルファンタジーシリーズのスピンオフ作品であるダンジョンRPG『チョコボの不思議なダンジョンシリーズ』を元にした漫画作品。
当初は『チョコボの不思議なダンジョン』のガイドブックに読み切り作品として掲載されていたが、反響が出たため、続編作品である『チョコボの不思議なダンジョン2』を元にした内容として連載に至る。
ストーリーそのものはオリジナルで、2巻からは『チョコボの不思議なダンジョン2』のキャラ、モンスター、ダンジョンが登場するようになった。ラストボスがグラスゴスである点は『チョコボの不思議なダンジョン2』と同様だが、シロマの出生やグラスゴスの正体などゲームの設定は基本的に使用されず、最後まで漫画独自の展開となった。
作者のかとうのそれまでの作品、特に前作『はるかなる甲子園 駆けろ!大空』や、前々作『サイファー』とはうって変わって可愛らしい作風となり、絵柄も世界観に合わせて過去作とは全くの別物となっている。この絵柄と作風はかとうの次回作『疾風天国 風のクロノア』にも引き継がれる。
1巻から3巻までの絵柄と4巻から最終6巻では微妙に絵柄が違う（特徴としては線の太さやチョコボの色が卵色（？）からレモン色に変わっている）。

## あらすじ
父親・ファズを探して旅をしていたチョコボは砂漠で行き倒れになった所を、通りかかったモーグリが落とした元気の実に救われた。その後、訪れた村で偶然モーグリと再会する。モーグリはその村を脅かすモンスターの退治を依頼されていたが、実は報酬だけ貰って逃げるつもりの詐欺師であった。しかしモーグリを命の恩人の善人と信じて疑わないチョコボに付きまとわれ、なし崩しにモンスターの巣に向かう羽目になり、案の定窮地に陥る。そこでチョコボがモンスターを蹴散らした事でモーグリは彼を利用する事を思いつき、言葉巧みにチョコボが自分に付いて来るように仕向け、何も知らないチョコボは「父に会える」という嘘をすっかり信じてモーグリのお宝探しの旅に同行する事になった。
それから二人は様々な場所を旅し、様々な敵と戦い、様々な人と出会う。シロマやシド、モンスター村の住人達との触れ合い、危険なダンジョンの冒険など、旅を続けるうちにチョコボは成長していき、モーグリも純粋で自分の事を慕うチョコボの姿に少しずつ性格が丸くなって行った。ある日、村を騒がせた死神の騒動によってファズの居場所が判明し、チョコボ達は彼が居ると言う雪山に向かう。そこでグズグズと出会い、仲間を助けて欲しいという彼の頼みを聞き入れて「戦いの館」へ足を踏み入れる。強敵との戦いを切り抜けて奥へ進むが、実はグズグズこそが戦いの館のマスターであり強い者の命を欲していた事、そして最後の番人はグズグズに操られたファズであった事が発覚する。追い求めた父との戦いで、チョコボは圧倒されつつ偶然にも勝利を掴む。グズグズはチョコボの魂を奪って最強のモンスターへ進化しようとしたが、間一髪無事であったモーグリとファズに阻止される。その後、ファズは「チョコボが勇者として成長するまで会う事が出来ない」という一族のしきたりを語り、去って行く。モーグリはチョコボを父と再会させるべく一人前に育てる事を約束し、父の真意を知ったチョコボも父探しをやめ、改めてモーグリと共にお宝探しの旅に出る事になった。
その後も様々な冒険を繰り広げていた二人だが、人形のクルクルを通じてシロマからの「モンスター村が危ない」というメッセージを受け取り、モンスター村に引き返す。久しぶりのモンスター村は一見何の異常も無かったが、実はチョコボを諦めていなかったグズグズによって既に住人は操られていた。モーグリまで操られ、駆け付けたファズもクラブローラーの群れに足止めを喰らい、遂にチョコボは殺されてしまう。そしてグズグズはチョコボから出た魂のクリスタルを飲み込み、最強のモンスター・グラスゴスへと進化した。ファズと正気に戻ったモーグリの活躍でチョコボは復活するも、グラスゴスの圧倒的な力には敵わない。自身に弱点など無いと勝ち誇るグラスゴスは、ゲームと称してチョコボに「弱点と思う箇所を攻撃してみろ。外れた場合はモーグリを痛めつける」と持ち掛ける。チョコボは攻撃を仕掛けるが、どこを攻撃してもグラスゴスには一向に通じず、モーグリが痛めつけられるばかりであった。しかしモーグリは不屈の意志を見せ、それに応えるようにチョコボはグラスゴスの全身を突く。業を煮やしたグラスゴスはチョコボを掴むが、咄嗟にチョコボが咥え込んだグラスゴスの額の角のふさこそが実は弱点であり、それを引き抜かれてエネルギーが抜けた事で元のグズグズに戻ってしまう。正気に戻った住人達はグズグズに報いを受けさせようとしたがチョコボが庇い、シロマからチョコボは「世界一強い」のではなく「世界一優しい」と告げられた事でグズグズは改心する。
心身共に一人前になったチョコボはファズと再会を果たし、モンスター村にも平和が訪れ、ようやく彼の旅は終わりを告げた。もう一緒にいる理由が無くなったと悟ったモーグリはひっそりと村を去るが、やがて砂嵐で行き倒れる。しかし今度は初めとは逆にチョコボが元気の実を落としてモーグリを助けた。チョコボはまだまだモーグリと一緒に旅を続けるつもりだったのだ。こうして二人は次なるお宝探しの旅に出発したのだった。

## キャラクター

### メインキャラ
チョコボ
黄色の子チョコボ。父親であるファズを探すため単身で旅に出ていた。大変素直だが抜けているところがあり騙されやすい性格。一方で戦闘能力は非常に高く、自分の数倍の体躯のモンスターを一撃で倒すこともしばしば。捨てた元気の実をモーグリがくれたと思いこみついていく。鳴き声は「キュピ」。原作と違いシロマとは恋愛関係にまで発展する事はない。
当初はモーグリに騙される形で同行するが、雪山での戦いでファズの真意を知り、以降は父を追うのではなく一人前になる為に旅を続ける事になり、純粋にモーグリのお宝探しに付き合う事になる。終盤、グズグズの策略で一度殺されてしまうが、ファズの命の羽で復活。グラスゴスとの戦いを経て父と再会し、一人前の証として鳴き声も「クエ」に変わった。しかしモーグリを追い掛け、再び彼と新たな旅に出る場面で物語は終わる。15年後には故郷に戻り、一族をまとめていると言う。
モーグリ
世界中のお宝を探す旅をしている。ずる賢い性格でチョコボを騙して利用しているが、仲間思いな一面もあり、弱者のために自分が折れることもある。羽があり空を飛ぶことが出来るが、高所恐怖症のため飛ぶのが大嫌い。過去に水飲み大会に参加して優勝したが、結局耐え切れずに吐いてしまったというトラウマから、水が苦手となりカナヅチになった。元々は一種の詐欺師で、各地で悪名を轟かせる嫌われ者であった。
当初はチョコボの力を目の当たりにした事で彼を利用するべく、願いが叶う「奇跡の実」の話をでっち上げて旅に連れ出していた。しかしチョコボと一緒に旅をしているうちに、彼自身も少しずつ性格が変わっていった。奇跡の実は後に実在する事が判明するが、チョコボは父との再会の願いを叶える事は無く、やがて雪山にてグズグズに操られたファズとの再会を果たす。その際に「チョコボが一人前になるまで会う事ができない」とファズに告げられた事で、自分がチョコボを一人前にする事を約束した。グラスゴスとの戦いの後はモンスター村を去るが砂漠で行き倒れ、冒頭とは逆の立場でチョコボに助けられた後に再びチョコボとの旅に出る。数年後からは髭を生やしている。15年後にはチョコボが故郷に戻ったため、1人で旅を続けている。
シロマ
白魔導士の女の子。岬に建っていたダンジョンの秘密を探っておりチョコボに協力する。優しい性格だが気が強い面もあり、チョコボとは非常に仲が良い一方で、強欲なモーグリとはいつもそりが合わず喧嘩が絶えない。ゲーム同様、トラップでダンジョンから放り出されたチョコボを介抱するが、頭を打って記憶を失っていたチョコボの名前が分からず、当初はバッグに書かれていた名前から彼を「モーグリ」と呼んでいた。ゲームのように人間だからという理由で迫害されている事も無く、村人達との仲は良好である。チョコボがファズを追って雪山に向かう際にも同行するが、チョコボが付けた不幸の首輪を外そうとした際にデブチョコボ共々テレポボックスに誤って蹴り込まれてしまい、モンスター村に転送される形で別れた。その後は終盤まで登場しない。ゲームと異なり素性に関する話は一切描かれていないため、全く違うストーリーになった。
デブチョコボ
白い太ったチョコボ。シロマの事が好きで、同行することが多い。大食い。シドとも仲がいいらしいが、シロマと親しいチョコボにはどこかよそよそしい。モーグリとも到底仲は良くはないが、結果的に一緒に行動する事もある。
シド
村のはずれに建つシドタワーに住む機械技師。インプ達にタワーが乗っ取られたがチョコボが取り戻し協力するようになる。番外編ではレースを開催したり、チョコボのマシンも製作した。レースでは自分の裸の石像をベンさんに作成させて優勝賞品にするという妙な一面を見せたり、モーグリをスパルタ指導でしごく。ゲームと違ってダンジョンに同行する事は殆ど無い。また、飛空艇は造っていない。
ファズチョコボ
行方不明になっているチョコボの父親。戦闘力は高く、各所で勇者として名を残している。一方、バナナの皮で転ぶなど、息子同様にどこか抜けている。戦いの館でチョコボと再会するも、グズグズに操られてチョコボ達と敵対する（経緯は不明だが、本人の台詞によるとグズグズに騙されたらしい）。モーグリの活躍で救われ、グズグズを撃退するが、「一人前になるまで会う訳にはいかない」という一族のしきたりを遵守したためにチョコボが目覚める前に立ち去る。但し、チョコボは彼の言葉を聞いていたため、以降は父を探す為ではなく成長するために旅をする事となった。グズグズが再び行動を起こすと駆け付け、操られたモーグリを正気に戻し、生涯に一度しか使えない命の羽でチョコボを復活させた。
クルクル
シロマの作った人形。原作のようにグズグズの魂が入れられる事は無く、チョコボたちにモンスター村のピンチを知らせる役割となっている。鼻を押すとスイッチが切り替わる。

### 村の住民
ボムおばさん
村に住む主婦。3体の子供と一緒に暮らしている。料理上手でパンを焼くのが得意。ゲームとは異なりシロマに対しても友好的な態度をとっていた。15年後には年老いた姿で登場し、モーグリパンを密かに作っていた。
ベンさん
村に住む大工。息子のベビモと2人で暮らしており奥さんとは別居しているらしい。番外編ではシドの石像や風車を製作した。こちらもゲームとは異なり素直な性格。ゲームと違って奥さん（バーバラさん）が帰ってくる描写は無いが、番外編のレースではいずれ帰ってくる可能性が示唆されている。
ベビモ
ベンさんの息子。こちらもゲームとは異なり素直な性格。15年後には子供が2人おりチョコボの像を作っていた。
ゴッドン・ゴーシュ
村に住むゴーレム。いのちの木の世話をしている。
クロマ
村に住む黒魔導士。ゲームと異なり普通に喋っている。策士であり、死神やオルトロスの騒動では事態を収拾する作戦を練った。
ゴブオ・ゴブ子
村に住むゴブリン。ゴブ子は洋食屋の店員。ゴブオは店の客だが詳細は不明。
ガメドン
村の倉庫屋。出番は数回コマに出ているだけだった。
トンベリ
村の洋食屋の店主。
ラミア
村のバーの美人店主。店はゲーム同様にトンベリの店の地下にある。シドも客の一人で彼女を「ラミさん」と呼んでいる。催眠術を得意とし、モーグリのカナヅチを一時的に治したことがある。その際に口の悪さも治ったが、チョコボとシドには気持ち悪がられた。

### 敵キャラ
プリン
フォック種の村外れの洞窟に生息していたモンスター。フォック種の村で悪事を働いていたが、チョコボに倒される。
ゴブリン
魔法の本を所持しているモンスター。本目当てでやってきた連中を地下の洞窟に閉じ込めていた。本を借りに来たチョコボを洞窟に落とし、薬で眠らせた隙に本を奪おうとしたモーグリも逆に騙し返したが、最後はチョコボの強烈な嘴で逆に洞窟に落とされる。ファイアの本を所持していたのは雪国で凍えている弟のためだったと語ってチョコボ達に見逃されるも、実は全部嘘（そもそもブリザドやサンダーの本も所持していた）。
スケルトン
遺跡を守る兵士達。遺跡に眠る財宝を盗まれないために警備をしている。リーダーは男気のある性格で、遺跡に戻って来たモーグリに真剣勝負に勝てば望みの品を与えるというチャンスを与えるが、モーグリの目的がチョコボを救う為の解毒剤だと悟り、わざと負けて解毒剤を譲った。
シーフ
盗人。欲に目が眩んでダンジョンで全滅した村の近くにアジトを作り、各地から奪ったお宝を保管していた。しかし宝に執着は無いのか、モーグリに宝を奪われかけた際には罠にかけてその全てを破壊した。後に雪山でチョコボ達と再会。モーグリ、シロマと共にヘルタイタンに捕まり、脱出のために協力する羽目になる。チョコボの活躍で窮地を脱し、礼としてデブチョコボから盗んだ食料を返した。ドル君は本作ではシーフの相棒となっている。
ダークタイタン
ラクーン種の村の外れの洞窟に居を構え、村を襲っていたモンスター。「困っているやつを見るのが楽しい」という悪党で、以前も同じ悪事を働いていたがファズに退治されたと言う。ファズと間違えて村人達に連れられたチョコボを攫って甚振るも、ファズのツメをモーグリが届けた事でパワーアップしたチョコボに敗れ、逃走する。
ヘルタイタン
ダークタイタンがレベルアップした姿。拠点を雪山に移し、手下のモゲラと共に登山者を襲っていた。モーグリとシロマばかりかシーフをも捕らえ、彼らを食事にしようとした。チョコボが出ようが怖いものなど無いと豪語していたものの、戦うどころか振り向いただけのチョコボの嘴で倒されてしまい、また恐れをなして逃走。更には氷で滑って転ぶ有様だった。
インプ
シドタワーを乗っ取った2対のインプ。普段ザコ扱いされている事に嫌気が差し、ロボットを操ってチョコボ達を圧倒するが、ラムウの攻撃とチョコボの優しさを受け降参する。
インプロボボス1号
元はシドが開発したロボットだがインプが乗り込んでタワーを占領した。ゲーム同様に2機存在し、この漫画では珍しく原作通りのダンジョンのボスを務める。操作方法は難しく（何故か踊るボタンまで付いている）、モーグリが乗り込んだ際にはまともに動かす事が出来なかった。チョコボがまともにやりあっても敵わない強さだが、ラムウには通用しなかった。
サハギン
海底遺構ダンジョンに大量に生息するモンスター。モーグリを捕らえ、族長の娘と結婚させようとする。実はサハギン族は異種族と結婚する場合、カマキリのようにオスはメスの餌になるためモーグリも花嫁に喰われる所であったが、シロマ達の作戦で救出される。最後はシドの仕掛けた爆弾で通路を塞がれた事で追えなくなり、埋もれた岩の向こうから恨み言を叫んでいた。尚、披露宴の御馳走はデブチョコボに食い逃げされた。
番外編ではダンジョン内のモンスターを倒してレベルアップを繰り返してチョコボ達を追い詰めるも、召喚されたシヴァに倒される。
命の番人
石の棺に封じられていた死神。かつて自分を倒したファズへの復讐を目論んでおり、棺を開けたモーグリに呪いを掛け、その魂を奪って復活を遂げようとした。しかしクロマの策に騙され、チョコボが持ち出した偽物のモーグリを追ってしまった事でそのまま夜明けを迎え、朝日を浴びて消滅した。
ロックガーター
ナメクジのモンスター。集団で巣に潜んでいて、縄張り意識が強く排他的な性格。何でも溶かす酸でファズのクラを溶かしたことがある。塩に弱い。
インプロボボス99号（インプロボ99号カスタム）
戦いの館の第一の番人。ブラックグラスに操られたガルキマセラの乗るロボット。爆弾を交互に投げつけるしりとり対決を挑んでくる。爆弾は徐々に大きくなるが、生身のチョコボ達と違ってロボはパワーがあり疲労も関係ない上に、しりとりの答えはコンピューターが瞬時に出すという圧倒的に有利な立場だった。更にしりとりは「ルビーの首輪」「悪いサル」などのような句でも通用するため終わりが無く、遅かれ早かれ思考か力が尽きてチョコボ達が負ける算段であった。しかしチョコボの決死の攻撃で爆弾を一発喰らうや否やルールを無視して力ずくでチョコボ達を始末しようとしたものの、爆弾を喰らった際にコンピューターが故障しており、ガルキマセラ自身を総攻撃して自滅した。
スカルハンマー
戦いの館の第二の番人。ブラックグラスで操られていたボスで、「スカルハンマーZ」を名乗る。手下のガーゴイルとモーグリをそれぞれ柱の上に乗せ、巨大だるま落としの勝負をチョコボに仕掛ける。しかしたまたま自分の側のガーゴイルが落ちたために怒ってこれを殺し、更に負けを認めず体がバラバラになってもチョコボ達に襲い掛かるが、相方を殺されたもう一体のガーゴイルに仇討ちとして視界を遮られ、自分の心臓を潰してしまった為に消滅する。
番外編では「不思議なゲームカード」の世界の最後の番人として登場。チョコボに「朝は4本足、昼は2本足、夜は3本足の生き物は何か？」というなぞなぞを出す。ゲームと違って岬のダンジョンのボスではない。
オルトロス
不思議なカードに封印されていたボス。カードはそれぞれ出現条件が全く異なる上に、モンスターの願いを叶えないとカードに戻せないという厄介な代物であり、オルトロスは水に濡れると出現するというものだった。タコのモンスターでありながら「タコになりたい」という願いを持つ。村で暴れ回ったためにチョコボ達は風車に絡みついた所を魔法で吹き飛ばして追い出そうとしたが、飛ばされた直後に消滅。実は願いの「タコ」とは「蛸」ではなく「凧」であり、空を飛ぶ事であったため、結果として願いが叶ったのだった。ゲームと違って海底遺構ダンジョンのボスではない。
ヴァンパイア
不思議なカードに封印されていたモンスター。カードの出現条件は月光に照らされる事であり、たまたまシロマの部屋にあったカードから夜中に出現し、寝ていたシロマに噛み付いた。と思われたが、実は人間の血よりトマトジュースの方が好きであり、丁度置いてあった飲み残しのトマトジュースを飲んだ事で満足し、カードに戻った。モーグリ曰く「ヘンなヴァンパイア」。
ゾンビ
ネクロマンサーの家でこき使われていたモンスター。アンデッドらしくポーションでダメージを受ける。最後はこき使われる事に嫌気が差し、ネクロマンサーを袋叩きにした事で満足して地獄に帰って行った（実際は庇ったチョコボを袋叩きにしていた）。
マミー
ネクロマンサーの家で掃除をしていたモンスター。モーグリに包帯をほどかれ、消滅した。
マッドマン姉妹
チョコボ達の持っていたスペシャルマップカードを狙っていたモンスター。自分達の体を粘土細工のようにこねて形を変えられる。チョコボやモーグリに化けてカードを奪おうとしたが、チョコボが誤ってカードを飲み込んだため、チョコボを真っ二つに切り裂いてカードを取り出そうとした。しかしモーグリに水が弱点と見抜かれ、かつて水飲みチャンピオンであったモーグリの吐き出した水流を喰らって溶ける。それでも諦めず合体しようとしたが濡れてそれも適わず、逃亡した。
ネオン
ふしぎの泉の中に住む幽霊。田舎口調。幻の宝を求めてきた者を「あの世ペッタン」という錘で殺して仲間を増やしていた。チョコボに憑りついてモーグリ共々圧し潰そうとしたが、あの世ペッタンは死んだ者の霊魂を圧し潰すと逆に生き返らせてしまう効果があったため、失敗する（ネオン自身は戻る体が既に無いため、生き返れない）。怒りにまかせて怨念の詰まった岩をチョコボに投げつけるも、石頭に跳ね返されて自分自身がやられてしまった。
ヒルギガース
ミニマジシャンの放ったサンダガの巻き添えを喰らった大型モンスター。昼寝中に不意打ちを喰らったと怒り、チョコボ達に襲い掛かる。しかしチョコボはミニマジシャンの魔法で4人に分裂していたため、4分の1の力しか出せず太刀打ち出来なかった。しかし分裂した残り3人のチョコボの一斉攻撃に倒れる（つまり本来のチョコボの4分の3の力でも倒せる相手だった）。
マスク
朽ちた館で冒険者を襲っていた呪われた仮面。取り憑かれると破壊しない限り外せない。更には破壊されても自動で修復するため、一度狙われると逃げ切る事は難しい。モーグリに憑依してチョコボを襲う。チョコボのキックを受けて粉々になっても尚再生しようとしたが、実はチョコボの足に幾つもの欠片が挟まったままであり、それに気付かずチョコボとモーグリが逃げたために結果として欠片を持ち逃げされた形となり、ただの割れた仮面になってしまった。
フロータイボール
一つ目のモンスター。目を合わせた者をミニマム状態にし、捕食してしまう。仮に目を瞑ったとしても瞼を強引に開ける悪質なモンスターである。胃はドリッピーの地雷一発では穴が開かないほど頑丈で、ダメージを受けると防衛本能でより強力な胃液を出してしまう。最後はチョコボ達には自分達を地雷で吹き飛ばす方法で脱出され、胃痛の怒りから彼らを追い回すも、ドリッピーのしかけた地雷にやられて吹っ飛ぶ。
クラブローラー
グズグズに操られていた機械モンスター。集団でファズを襲った。最終的に全滅するが、ファズも満身創痍になっていた。
グズグズ
弱いモンスター。仲間を助けて欲しいとチョコボ達に懇願し、戦いの館へ誘う。しかし実は自身が戦いの館のマスターであり、ブラックグラスでモンスターを操っていた。その目的は強者であるチョコボの魂のクリスタルを奪い、最強のモンスターとなる事。ファズとの勝負に（偶然ではあるが）チョコボが勝った際にはモーグリとファズを始末し、チョコボの逆鱗に触れるもガスによって彼の魂を分離し、クリスタルを手に入れる。しかし生きていたモーグリとファズに阻止される。終盤、モンスター村の住人をも操り、遂にチョコボを殺して魂を手に入れる。
グラスゴス
グズグズがクリスタルの力で最強のモンスターになった姿。圧倒的な力でチョコボを寄せ付けぬ実力を見せたが、食い下がったチョコボに額の角を引き抜かれてしまい、そこからエネルギーが漏れてしまいもとの姿に戻ってしまったことで敗北。正気を取り戻した村の皆から袋叩きにされかけるが、チョコボが庇ったのを見て「強さ」よりも大事な「優しさ」を知り改心した。原作のように未来から来た設定は無く、クリスタルで進化する点は同じだが、そのクリスタルは上記のようにチョコボの魂が形作ったものとなっている。

### その他
黒魔導士
不思議な薬品の研究をしていた黒魔導士。道を塞いでいた岩を爆破する爆発薬を製作していた。村のクロマとは別人で、モンスター村の黒魔導士達と比べても怪しい雰囲気を漂わせているが、窯の傍を離れられないからと忍び込んできたチョコボ達にカエルを取りに行かせるような調子のいい面も。魔法陣でトード状態になったモーグリと気付かず、爆発薬の材料にしようとしたが、モーグリの脂汗の方がカエルの油より遥かに威力があると知り、爆発薬を完成させた。
サボテンダーブラザーズ
サボテキーラ（長男）、サボテンダー（次男）、サポテンダー（三男）で構成されたサボテンの三兄弟。兄弟で末っ子サポテンダーの誕生日を祝っていたが、不幸の首輪を付けたチョコボのせいでパーティーを台無しにされ、チョコボとモーグリを丸焼きにして代わりに御馳走にしようとした。しかし不幸の首輪で散々な目に遭わされ、全て忘れようと忘れんぼうの薬を飲もうとしたものの、間違えて爆発薬を飲んでしまい爆発した。
マジックポット
壷に潜んでいるモンスター。体を見られる事を何よりも恐れ、壺に入っていないと人前に出られない。その壺は本人以外が入ると呪いによって決して抜けなくなり、更には壺の中の体が身悶えするほど恥ずかしくなった挙句に最期は恥ずかしさのあまり消滅する。呪いを解く方法はくしゃみをする事。お金が好きで自分の壷の中に貯めているらしく、壺の中の金貨を奪おうとしたモーグリの策にはまって壺を取られるもチョコボがヤドカリごっこで壺に入った結果、呪いを受けてしまう。壺はユニコーンの角やラムウの雷でもびくともしない頑丈さだが、オーディーンの斬鉄剣には耐えられないらしい。
ネクロマンサー
冥土の森に住む偏屈な老婆。ゾンビ達を使役し、お宝をため込んでいるとされる。とてつもなくひどい老眼で、黒塗りしたチョコボを小間使いのカラスと見間違えるほど。実はお宝は既に生活費に変えており、肌身離さず持っているスペシャルマップカードが唯一残った宝であった。最終的に酷使される事に耐えかねたゾンビに反抗されるがチョコボに庇われ、更にポーションと間違えて目にいい薬を飲ませてくれたチョコボにスペシャルマップカードを譲った。
ミニマジシャン
半人前の魔法使い。ブリザドを放てば草が燃えるような有様だが、宝箱の封印を解くべくモーグリに利用される。しかし元が元のためまともな魔法が使えず、本人のドジも相俟ってチョコボを4体に分裂させたりモーグリを黒焦げにするなどのトラブルを起こす。しかしバカにされた事で怒り、意図した通りにサンダガを発動し、モーグリから「足りなかったのは集中力かも」と指摘された。それによって自身を付け、モーグリの頼み通り宝箱をドレインで開け、意気揚々とチョコボたちと別れ帰っていった。しかし宝箱の中身にトードが掛かってカエルに変わってしまっており、結局半人前のままだった。
ドリッピー
フロータイボールに飲み込まれていた爆破のプロのモンスター。かれこれ1年も胃の中に作った家で生活している。爆破のプロでありながら爆発恐怖症であり、地雷で脱出する事は考えていなかった。最後は強力な胃液に追い詰められて已む無く地雷を使用するが、それが切っ掛けで苦手を克服したばかりか爆発に快感を見出すようになってしまった。
トイソルジャー三剣士
小柄な剣士。痺れ薬で捕らえたモンスターの剥製を作っていたが、チョコボに工場も装備も壊され、その強さに惚れ込んでお供としてついて行く。最後はグズグズに操られたシドの攻撃からチョコボを庇い、倒れる。その後は登場しないため安否は不明。
ラムウ
召喚獣。当初は人間の老人として現れ、毒キノコに当たったところをチョコボに万能薬を譲られて助けられる。その礼に召喚の羽を渡し、後に召喚されてインプロボボス1号を裁きの雷で倒した。チョコボがマジックポットの壺から抜けなくなった際にも召喚されるが、壺を破壊することはできず、召喚獣でありながらユニコーンとオーディーンを召喚した。
シヴァ
召喚獣。魔石を拾ったチョコボ達をピンチから助ける。彼らの未熟さを指摘し、旅を諦めないモーグリを「強がりだけは一人前」と笑って消えて行った。
バハムート
時の番人。不思議な力を持つ時の流れの箱を守っていた。ゲームと違ってメインストーリーには関わらない。グラスゴスとの戦いから数年後にまたチョコボ達と遭遇しており、別の時の流れの箱を守護していたが居眠りをしており、その隙にモーグリが箱を開けた事で、チョコボとモーグリの出会いすら巻き込んだ騒動が起きた。
オーディーン
最強の武神。マジックポットの壺を斬るべくラムウに召喚されるも中のチョコボごと斬ろうとし、しかも頑固者故にモーグリ達の説得も聞かずチョコボに襲い掛かる。しかし寸前でチョコボの呪いが解け、マジックポットが壺ごと退散した為に立場を無くし、腹いせにラムウの髭を切り落としてから消えた。

## 備考
- 基本設定は『チョコボの不思議なダンジョン』及び『チョコボの不思議なダンジョン2』などのゲーム版を元にされているが、キャラクターの設定やストーリーはゲームとはほとんど異なっている。
- 『月コロ』での連載以外に『別冊コロコロコミック』では『チョコボレーシング 〜幻界へのロード〜』や「チョコボの不思議なカードゲーム」をテーマにした外伝作品が掲載された。また、ゲーム版の攻略情報を収録した公式ファンブックに掲載された、連載版よりもゲームの設定に忠実に近い読切作品も存在する（単行本では全て特別編として収録されている）。
- 最終6巻では単行本書き下ろしとして15年後のエピソードと、作中に登場したモンスターをまとめた「モンスター図鑑」が掲載された。

## 書誌情報
- かとうひろし『チョコボのふしぎなものがたり』小学館〈てんとう虫コミックス〉全6巻

1. 1999年3月発売、ISBN 978-4-09-142254-5
2. 1999年5月発売、ISBN 978-4-09-142255-2
3. 1999年10月発売、ISBN 978-4-09-142256-9
4. 2000年4月発売、ISBN 978-4-09-142257-6
5. 2000年9月発売、ISBN 978-4-09-142258-3
6. 2001年3月発売、ISBN 978-4-09-142259-0